# Jurassic Park (franquia)
Jurassic Park, mais tarde também conhecido como Jurassic World, é uma franquia de mídia de ficção científica estadunidense baseada na história criada por Michael Crichton, onde uma tentativa de criar um parque temático onde vivem dinossauros, acaba em desastre.
Tudo começou em 1990, quando a Universal Studios adquiriu os direitos de adaptação do romance de Michael Crichton, antes mesmo de ser publicado. O livro, lançado em 1990, foi bem-sucedido, assim como o filme, que foi um mega sucesso em sua estreia nos cinemas em 1993, sendo até aquele momento, a maior bilheteria da história do cinema, arrecadando US$ 914 milhões no mundo todo. Isso levou a duas sequências — The Lost World: Jurassic Park, lançado em 1997 (baseado em Mundo Perdido) e Jurassic Park III, lançado em 2001 —, sendo que o terceiro filme não foi baseado em um romance específico (apesar de conter elementos deles) como os filmes anteriores foram.
Jurassic Park, o primeiro filme da franquia, foi relançado em 3D nos cinemas em 05 de abril de 2013, e arrecadou nos cinemas norte-americanos mais de 45 milhões de dólares e na China, mais de 50 milhões de dólares. Com isso, Jurassic Park se tornou o primeiro filme da Universal Pictures e também de Steven Spielberg a ultrapassar a marca de US$ 1 bilhão de arrecadação nos cinemas mundiais. Ao todo, incluindo este relançamento, os três filmes da saga arrecadaram mais de US$ 2 bilhões nos cinemas de todo o mundo.
A trilogia Jurassic Park, com áudio remasterizado e imagem restaurada em alta resolução, foi lançada em Blu-ray no dia 25 de outubro de 2011 na América do Norte e em novembro do mesmo ano no Brasil. Em comemoração aos 20 anos da franquia, uma edição especial (de colecionador) da trilogia foi lançada no Brasil em 24 de outubro de 2013.
Várias desenvolvedoras de software, como Ocean Software, BlueSky Software, Sega of America e Telltale Games obtiveram os direitos para desenvolver games baseados nos filmes da série.
Em junho de 2015 foi lançado o quarto filme da franquia, Jurassic World, e diferente das outras sequências, conseguiu repetir o sucesso do primeiro filme e foi um sucesso de crítica e bilheteria, arrecadando $1,6 bilhões e se tornando a quarta maior bilheteria de todos os tempos.
A sequência de Jurassic World, intitulada Jurassic World: Fallen Kingdom, foi anunciada em junho de 2017, lançado em 22 de junho de 2018, e o terceiro filme Jurassic World: Dominion foi lançado em 2022, encerrando a nova trilogia.

## Desenvolvimento

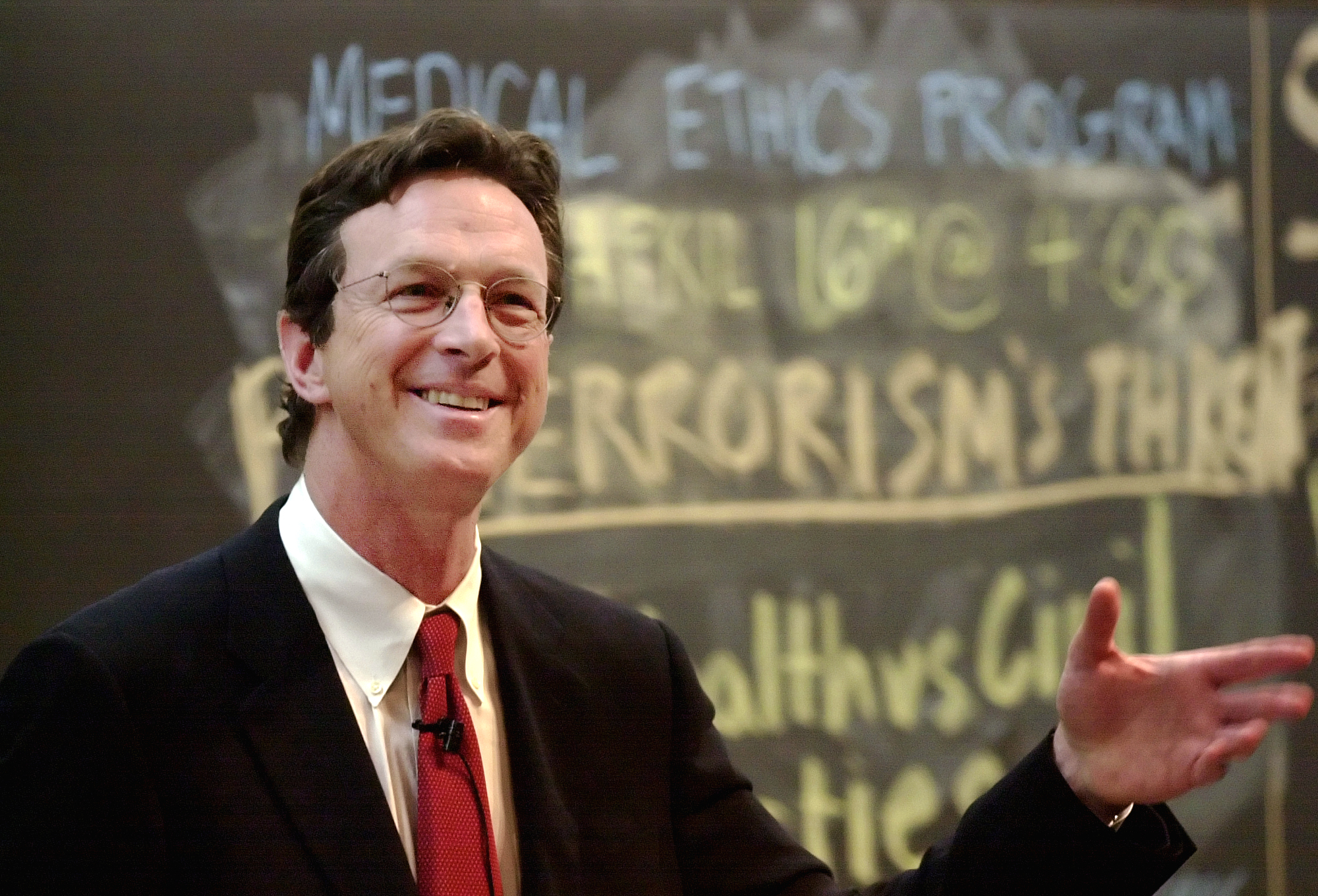
Michael Crichton, o idealizador do Jurassic Park.

Originalmente, Michael Crichton criou um roteiro em torno de um pterossauro que seria clonado a partir de fóssil de DNA. Depois de lutar com essa ideia por um tempo, ele finalmente teve a ideia de Jurassic Park. Steven Spielberg soube do romance em Outubro de 1989, enquanto ele e Crichton estavam discutindo um roteiro que se tornaria a série de televisão ER. Antes do livro ser publicado, Crichton estabeleceu uma taxa para negociação de cerca de US$ 1,5 milhões, sendo que destes, apenas uma parte ficaria com Crichton.
Warner Bros e Tim Burton, Sony Columbia Pictures e Richard Donner, e 20th Century Fox e Joe Dante fizeram ofertas pelos direitos, mas foi a Universal Pictures, que adquiriu os direitos de adaptação. A Universal pagou a Crichton US$ 500.000 para que ele mesmo adaptasse o romance para um roteiro de cinema. Em Maio de 1990, a Universal finalmente decide que Steven Spielberg faria a adaptação. Nesta época, a Universal precisava desesperadamente de dinheiro para manter sua empresa viva, e Jurassic Park foi a salvação da empresa, já que se tornou um enorme sucesso nas bilheterias do mundo todo, arrecadando mais de US$ 900 milhões.
Depois da liberação para a adaptação de Jurassic Park para os cinemas, Michael Crichton foi pressionado por muitos, para que fizesse uma sequência do primeiro livro. Crichton recusou todas as ofertas até que o próprio Spielberg disse que estaria interessado em dirigir uma adaptação do filme da sequela, se fosse escrita. Crichton começou a trabalhar quase que imediatamente. Depois que o romance foi publicado em 1995, O Mundo Perdido: Jurassic Park começou a ser produzido em setembro de 1996.
Antes da produção do segundo filme, Joe Johnston chegou a pedir a Spielberg para dirigir o projeto. Enquanto Spielberg dirigia o segundo filme, ele concordou que se houvesse um terceiro filme, Johnston poderia dirigir. A produção de Jurassic Park III começou em 30 de agosto de 2000, e como prometido por Spielberg, Joe Johnston dirigiu o longa.
Desde o lançamento de Jurassic Park III em 2001 no cinema, tem havido diversas especulações sobre o quarto filme. Por mais de uma década, houve inúmeros rumores partidos de fontes variadas sobre elenco, enredo e direção do filme. Mas só no início de 2013, os anúncios oficiais sobre a data de lançamento definitiva e a produção do quarto filme da saga foram conclusivamente feitos pela Universal Pictures. O filme foi intitulado de Jurassic World, dirigido por Colin Trevorrow, teve sua produção iniciada no início de 2014 e foi lançado nos cinemas em 12 de junho de 2015.

## Livros
Jurassic Park partiu da ideia de um roteiro sobre a clonagem de um pterossauro a partir de um DNA fossilizado. Michael Crichton trabalhou na ideia durante vários anos. Ele decidiu que sua primeira versão teria um parque temático e um menino como o personagem principal. O resultado foi extremamente negativo, e então, Crichton reescreveu a história para deixá-la em um ponto de vista de um adulto, o que obteve um excelente resultado.
A sequência do primeiro livro, se iniciou depois que os leitores e Steven Spielberg pressionaram Michael Crichton para que fizesse uma sequência. Michael Crichton confirmou que seu livro tinha elementos retirados do romance de mesmo nome de Sir Arthur Conan Doyle. O livro foi considerado também um excelente sucesso, tanto pelos críticos profissionais, tanto pelos leitores. A adaptação de The Lost World para os cinemas foi lançada em 1997.

## Filmes

O pôster oficial do relançamento em 3D de Jurassic Park em 2013.

| Filme            | Data de lançamento  | Diretor(es)      | Roteirista(s)                                               | História(s)                                 | Produtor(es)                                    |
| ---------------- | ------------------- | ---------------- | ----------------------------------------------------------- | ------------------------------------------- | ----------------------------------------------- |
| Jurassic Park    | 11 de junho de 1993 | Steven Spielberg | David Koepp e Michael Crichton                              | David Koepp e Michael Crichton              | Gerald Molen e Kathleen Kennedy                 |
| Jurassic Park 2  | 23 de maio de 1997  | Steven Spielberg | David Koepp                                                 | David Koepp                                 | Colin Wilson e Gerald Molen                     |
| Jurassic Park 3  | 18 de julho de 2001 | Joe Johnston     | Jim Taylor, Peter Buchman e Alexander Payne                 | Jim Taylor, Peter Buchman e Alexander Payne | Larry Franco e Kathleen Kennedy                 |
| Jurassic World   | 12 de junho de 2015 | Colin Trevorrow  | Rick Jaffa, Amanda Silver, Derek Connolly e Colin Trevorrow | Rick Jaffa e Amanda Silver                  | Frank Marshall e Patrick Crowley                |
| Jurassic World 2 | 22 de junho de 2018 | J. A. Bayona     | Derek Connolly e Colin Trevorrow                            | Derek Connolly e Colin Trevorrow            | Belén Atienza, Frank Marshall e Patrick Crowley |
| Jurassic World 3 | 10 de junho de 2022 | Colin Trevorrow  | Colin Trevorrow e Emily Carmichael                          | Derek Connolly e Colin Trevorrow            | Frank Marshall e Patrick Crowley                |

### Jurassic Park - O Parque dos Dinossauros
Jurassic Park é o primeiro filme da saga, lançado em 1993, tendo sido dirigido por Steven Spielberg, e baseado no romance de mesmo nome escrito por Michael Crichton. O filme é centrado em uma ilha fictícia na Costa Rica, "Isla Nublar", onde o bilionário John Hammond e uma equipe de geneticistas de sua empresa criam um parque temático onde habitam dinossauros clonados.
O filme foi aclamado como um marco na indústria de efeitos especiais, que no filme, foram produzidos pela Industrial Light & Magic (com efeitos criados através de computação gráfica) e pela Stan Winston Studios (com efeitos produzidos através de animatrônica).
Jurassic Park recebeu críticas altamente positivas, apesar de ressalvas à falta de desenvolvimento da história e personagens em oposição aos efeitos. Arrecadou mais de novecentos milhões de dólares em todo o mundo (com o relançamento, US$ 1 bilhão), tornando-se o filme de maior sucesso lançado até então (sendo ultrapassado somente quatro anos depois por Titanic), e sendo atualmente a décima terceira maior bilheteria de todos os tempos.
A adaptação venceu três Óscars, sendo eles de Melhor som, Melhor edição de som e Melhores efeitos especiais.

### O Mundo Perdido: Jurassic Park
O Mundo Perdido: Jurassic Park é o segundo filme da franquia, lançado em 1997, dirigido por Steven Spielberg e baseado no romance de Michael Crichton, The Lost World. O filme foi produzido depois de o sucesso do primeiro filme ter pressionado Michael Crichton para que escrevesse uma sequência.
Quando o romance foi publicado, o filme já estava em pré-produção, com a data de lançamento marcada para meados de 1997. O filme foi um sucesso comercial, quebrando muitos recordes de bilheteria quando lançado.Embora tenha sido dito que o filme foi baseado no romance de Crichton, apenas uma cena do livro foi realmente utilizada no filme.

Diferentemente do primeiro longa, que se passava na Isla Nublar, O Mundo Perdido é centrado na ilha Sorna, uma ilha auxiliar, um "sítio B" (como é citado no filme) para a principal ilha. Nesta ilha, os dinossauros se desenvolveram e vivem em estado selvagem. Ian Malcolm vai à ilha para resgatar sua namorada que foi para a ilha sem que ele soubesse, a fim de documentar os dinossauros em seu habitat natural, enquanto uma equipe da InGen tenta capturá-los, para levá-los ao continente.

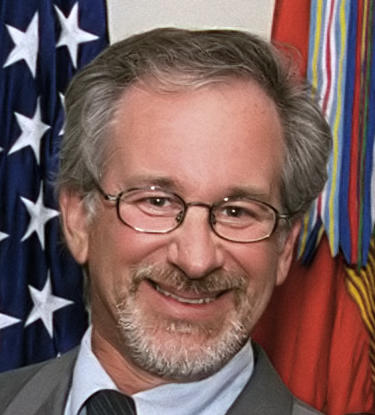
Steven Spielberg, assim como em Jurassic Park III, apenas produziu o quarto filme da franquia.

### Jurassic Park III
Jurassic Park III é o terceiro da franquia, lançado em 2001. É o primeiro longa da série que não é baseado em um livro (embora vários elementos dos dois livros que não foram colocados nos dois primeiros filmes, tenham sido mostrados neste filme), e nem dirigido por Steven Spielberg.Joe Johnston havia se interessado em dirigir o segundo filme da franquia e se aproximou de seu amigo Steven Spielberg em relação ao projeto. Enquanto Spielberg queria dirigir a primeira sequela, ele concordou que se houvesse um terceiro filme, Johnston poderia dirigir. Apesar de não o dirigir, Spielberg, no entanto, permaneceu envolvido neste filme, tornando-se seu produtor executivo. A produção começou em 30 de agosto de 2000 com filmagens na Califórnia, Oahu e Molokai. O filme não fez tanto sucesso quanto seus antecessores e teve críticas mistas dos críticos.
Nenhum personagem que estava no segundo filme aparece neste, embora o Dr. Alan Grant e a Dra. Ellie Sattler, do primeiro longa apareçam, e Ian Malcolm e John Hammond sejam mencionados.
Assim como o segundo filme, o cenário é a Isla Sorna, local que Alan Grant supostamente sobrevoaria junto com um casal supostamente milionário que o convidou para acompanhá-los no passeio em troca de financiamento para as escavações de Grant. Depois de o avião cair na ilha, os segredos são revelados, enquanto os sobreviventes tentam escapar de seus perseguidores: um Espinossauro e vários Velociraptores.

### Jurassic World: O Mundo dos Dinossauros
Jurassic World é o quarto da franquia Jurassic Park. O filme foi produzido pela Universal Pictures em parceria com a Amblin Entertainment, e com a Legendary Pictures foi filmado em 3D e lançado em 12 de junho de 2015. Os efeitos especiais do filme foram produzidos pela Industrial Light & Magic (que exerceu a mesma função nos três filmes anteriores da franquia).
A produção foi dirigida por Colin Trevorrow e produzida por Steven Spielberg, Patrick Crowley, Frank Marshall e Thomas Tull. O roteiro original do filme foi escrito por Rick Jaffa e Amanda Silver (conhecidos por escreverem e co-produzirem o sucesso Planeta dos Macacos: A Origem). Posteriormente, este roteiro foi reescrito por Colin Trevorrow e Derek Connolly. Inicialmente, o filme tinha previsão de lançamento para junho de 2014, mas esta data foi adiada em um ano, para que segundo a Universal, fosse feita a melhor versão possível do quarto filme da franquia.
O filme foi estrelado por Chris Pratt, Bryce Dallas Howard, Irrfan Khan, B.D. Wong, Vincent D'Onofrio, Jake Johnson, Omar Sy, Brian Tee, Ty Simpkins e Nick Robinson. Jurassic World se passa na Ilha Nublar, cenário do primeiro filme da franquia, e traz novos dinossauros nunca vistos na franquia. 22 anos após os acontecimentos de Jurassic Park, na Ilha Nublar, foi inaugurado um novo parque dos dinossauros, realizando o sonho de John Hammond. As filmagens de Jurassic World se iniciaram em Abril de 2014 em Kauai e em Oahu, Havaí (locais onde os três filmes anteriores da franquia também foram filmados).
O filme foi um sucesso de bilheteria, arrecadando $1,5 bilhões e atualmente é a quarta maior bilheteria de todos os tempos.

### Jurassic World: Reino Ameaçado
A sequência direta de Jurassic World, intitulada Jurassic World: Fallen Kingdom (Jurassic Park 5), foi anunciada em junho de 2017, lançado em 22 de junho de 2018.
Três anos após os acontecimentos no parque temático de Jurassic World, o vulcão da ilha Nublar desperta de seu sonho centenário e eclode. Owen e Claire dão início, então, a uma campanha para salvar os dinossauros de uma nova extinção.
Os atores Chris Pratt, Bryce Dallas Howard, B.D. Wong e Michael Papajohn reprisam os papéis que deram vida em Jurassic World, enquanto Rafe Spall, Toby Jones, Ted Levine, Justice Smith, Daniella Pineda, Isabella Sermon, Kevin Layne, Geraldine Chaplin e James Cromwell chegam à franquia. Jeff Goldblum, que participou do primeiro Jurassic Park e de sua sequência, O Mundo Perdido: Jurassic Park, reprisa seu papel como o Dr. Ian Malcolm.
Apesar da recepção não muito positiva por parte dos críticos, o filme foi um sucesso de público, faturando mais de US$ 1 bilhão de dólares em bilheteria pelo mundo.

### Jurassic World: Domínio
Sequência do filme de 2018, Jurassic World: Fallen Kingdom, bem como o sexto filme da franquia Jurassic Park e o terceiro filme da série Jurassic World, iniciada em 2015. O filme tem no elenco Chris Pratt, Bryce Dallas Howard, Sam Neill, Laura Dern, Jeff Goldblum, Justice Smith, Daniella Pineda, Jake Johnson, Omar Sy, Isabella Sermon e BD Wong, reprisando seus papéis nos filmes anteriores da franquia.
As filmagens começaram no Canadá em fevereiro de 2020. O filme estava programado para estrear em 11 de junho de 2021 pela Universal Pictures, no entanto, foi adiado para Junho de 2022, devido a Pandemia de COVID-19, que atrasou a produção do longa. Quatro anos após a destruição da Isla Nublar, os dinossauros agora vivem – e caçam – ao lado de humanos em todo o mundo. Owen e Claire tentam impedir a exploração dos animais enquanto cuidam de Maisie em um lugar remoto, mas a garota é sequestrada pela Biosyn. Até 2 de outubro de 2022, Jurassic World Dominion tinha feito US$ 376 milhões de bilheteria nos Estados Unidos e no Canadá, e outros US$ 624,8 milhões pelo mundo, totalizando mais de US$ 1 bilhão arrecadados, sendo o 51.º filme da história a alcançar a marca do bilhão. O filme foi, em geral, um sucesso de bilheteria e um fracasso de crítica.

## Série de televisão

### Jurassic World: Acampamento Jurássico
| Temporada | Temporada | Episódios | Episódios | Originalmente lançado  |
| --------- | --------- | --------- | --------- | ---------------------- |
|           | 1         | 8         | 8         | 18 de setembro de 2020 |
|           | 2         | 8         | 8         | 22 de janeiro de 2021  |
|           | 3         | 10        | 10        | 21 de maio de 2021     |
|           | 4         | 11        | 11        | 3 de dezembro de 2021  |
|           | 5         | 12        | 12        | 21 de julho de 2022    |

## Curta-metragem
| Filme                            | Data de lançamento     | Diretor         | Roteirista(s)                      | Produtor(es)                     |
| -------------------------------- | ---------------------- | --------------- | ---------------------------------- | -------------------------------- |
| Battle at Big Rock               | 15 de setembro de 2019 | Colin Trevorrow | Colin Trevorrow e Emily Carmichael | Frank Marshall e Patrick Crowley |
| Jurassic World Dominion prologue | 23 de novembro de 2021 | Colin Trevorrow | Colin Trevorrow e Emily Carmichael | Frank Marshall e Patrick Crowley |

## Elenco principal
| Personagem           | Filme                | Filme                | Filme             | Filme               | Filme               | Filme               |
| Personagem           | Jurassic Park        | Jurassic Park 2      | Jurassic Park 3   | Jurassic World      | Jurassic World 2    | Jurassic World 3    |
| Personagem           | 1993                 | 1997                 | 2001              | 2015                | 2018                | 2022                |
| -------------------- | -------------------- | -------------------- | ----------------- | ------------------- | ------------------- | ------------------- |
| Dr. Alan Grant       | Sam Neill            |                      | Sam Neill         |                     |                     | Sam Neill           |
| Dra. Ellie Sattler   | Laura Dern           |                      | Laura Dern        |                     |                     | Laura Dern          |
| Dr. Ian Malcolm      | Jeff Goldblum        | Jeff Goldblum        |                   |                     | Jeff Goldblum       | Jeff Goldblum       |
| John Hammond         | Richard Attenborough | Richard Attenborough |                   |                     |                     |                     |
| Lex Murphy           | Ariana Richards      | Ariana Richards      |                   |                     |                     |                     |
| Tim Murphy           | Joseph Mazzello      | Joseph Mazzello      |                   |                     |                     |                     |
| Dr. Henry Wu         | B. D. Wong           |                      |                   | B. D. Wong          | B. D. Wong          | B. D. Wong          |
| Lewis Dodgson        | Cameron Thor         |                      |                   |                     |                     | Campbell Scott      |
| Robert Muldoon       | Bob Peck             |                      |                   |                     |                     |                     |
| Ray Arnold           | Samuel L. Jackson    |                      |                   |                     |                     |                     |
| Dennis Nedry         | Wayne Knight         |                      |                   |                     |                     |                     |
| Donald Gennaro       | Martin Ferrero       |                      |                   |                     |                     |                     |
| Dra. Sarah Harding   |                      | Julianne Moore       |                   |                     |                     |                     |
| Kelly Curtis Malcolm |                      | Vanessa Lee Chester  |                   |                     |                     |                     |
| Nick Van Owen        |                      | Vince Vaughn         |                   |                     |                     |                     |
| Roland Tembo         |                      | Pete Postlethwaite   |                   |                     |                     |                     |
| Peter Ludlow         |                      | Arliss Howard        |                   |                     |                     |                     |
| Ajay Sidhu           |                      | Harvey Jason         |                   |                     |                     |                     |
| Dr. Robert Burke     |                      | Thomas F. Duffy      |                   |                     |                     |                     |
| Dieter Stark         |                      | Peter Stormare       |                   |                     |                     |                     |
| Eddie Carr           |                      | Richard Schiff       |                   |                     |                     |                     |
| Paul Kirby           |                      |                      | William H. Macy   |                     |                     |                     |
| Amanda Kirby         |                      |                      | Téa Leoni         |                     |                     |                     |
| Billy Brennan        |                      |                      | Alessandro Nivola |                     |                     |                     |
| Eric Kirby           |                      |                      | Trevor Morgan     |                     |                     |                     |
| Udesky               |                      |                      | Michael Jeter     |                     |                     |                     |
| M.B. Nash            |                      |                      | Bruce A. Young    |                     |                     |                     |
| Cooper               |                      |                      | John Diehl        |                     |                     |                     |
| Ben Hildebrand       |                      |                      | Mark Harelik      |                     |                     |                     |
| Owen Grady           |                      |                      |                   | Chris Pratt         | Chris Pratt         | Chris Pratt         |
| Claire Dearing       |                      |                      |                   | Bryce Dallas Howard | Bryce Dallas Howard | Bryce Dallas Howard |
| Lowery Cruthers      |                      |                      |                   | Jake Johnson        |                     | Jake Johnson        |
| Barry Sembène        |                      |                      |                   | Omar Sy             |                     | Omar Sy             |
| Vic Hoskins          |                      |                      |                   | Vincent D'Onofrio   |                     |                     |
| Zach Mitchell        |                      |                      |                   | Nick Robinson       |                     |                     |
| Gray Mitchell        |                      |                      |                   | Ty Simpkins         |                     |                     |
| Simon Masrani        |                      |                      |                   | Irrfan Khan         |                     |                     |
| Hamada               |                      |                      |                   | Brian Tee           |                     |                     |
| Vivian               |                      |                      |                   | Lauren Lapkus       |                     |                     |
| Karen Mitchell       |                      |                      |                   | Judy Greer          |                     |                     |
| Zara                 |                      |                      |                   | Katie McGrath       |                     |                     |
| Maisie Lockwood      |                      |                      |                   |                     | Isabella Sermon     | Isabella Sermon     |
| Zia Rodriguez        |                      |                      |                   |                     | Daniella Pineda     | Daniella Pineda     |
| Franklin Webb        |                      |                      |                   |                     | Justice Smith       | Justice Smith       |
| Benjamin Lockwood    |                      |                      |                   |                     | James Cromwell      |                     |
| Eli Mills            |                      |                      |                   |                     | Rafe Spall          |                     |
| Ken Wheatley         |                      |                      |                   |                     | Ted Levine          |                     |
| Gunnar Eversol       |                      |                      |                   |                     | Toby Jones          |                     |
| Íris                 |                      |                      |                   |                     | Geraldine Chaplin   |                     |
| Kayla Watts          |                      |                      |                   |                     |                     | DeWanda Wise        |
| Ramsay Cole          |                      |                      |                   |                     |                     | Mamoudou Athie      |

## Equipe técnica
| Função                    | Jurassic Park        | Jurassic Park 2      | Jurassic Park 3      | Jurassic World                                                            | Jurassic World 2                                                                                 | Jurassic World 3                                                         |
| Função                    | 1993                 | 1997                 | 2001                 | 2015                                                                      | 2018                                                                                             | 2022                                                                     |
| ------------------------- | -------------------- | -------------------- | -------------------- | ------------------------------------------------------------------------- | ------------------------------------------------------------------------------------------------ | ------------------------------------------------------------------------ |
| Música                    | John Williams        | John Williams        | Don Davis            | Michael Giacchino                                                         | Michael Giacchino                                                                                | Michael Giacchino                                                        |
| Edição                    | Michael Kahn         | Michael Kahn         | Robert Dalva         | Kevin Stitt                                                               | Bernat Vilaplana                                                                                 | Mark Sanger                                                              |
| Cinematografia            | Dean Cundey          | Janusz Kamiński      | Shelly Johnson       | John Schwartzman                                                          | Óscar Faura                                                                                      | John Schwartzman                                                         |
| Designer de produção      | Rick Carter          | Rick Carter          | Edward Verreaux      | Edward Verreaux                                                           | Andy Nicholson                                                                                   | Kevin Jenkins                                                            |
| Companhia(s) produtora(s) | Amblin Entertainment | Amblin Entertainment | Amblin Entertainment | Amblin Entertainment Legendary Entertainment The Kennedy/Marshall Company | Amblin Entertainment Perfect World Pictures Legendary Entertainment The Kennedy/Marshall Company | Amblin Entertainment Perfect World Pictures The Kennedy/Marshall Company |
| Distribuição              | Universal Pictures   | Universal Pictures   | Universal Pictures   | Universal Pictures                                                        | Universal Pictures                                                                               | Universal Pictures                                                       |

## Recepção

### Prêmios

#### Oscar
| Prêmio                   | Filme         | Filme           | Filme           |
| ------------------------ | ------------- | --------------- | --------------- |
| Prêmio                   | Jurassic Park | Jurassic Park 2 | Jurassic Park 3 |
| Melhor Edição de Som     | Venceu        |                 |                 |
| Melhor Mixagem de Som    | Venceu        |                 |                 |
| Melhores Efeitos Visuais | Venceu        | Nomeado         |                 |

#### Grammy Awards
| Prêmio               | Filme         | Filme                          | Filme             |
| Prêmio               | Jurassic Park | O Mundo Perdido: Jurassic Park | Jurassic Park III |
| -------------------- | ------------- | ------------------------------ | ----------------- |
| Melhor Trilha Sonora | Nomeado       | Nomeado                        |                   |

#### Saturn Awards
| Prêmio                   | Filme         | Filme                          | Filme             |
| Prêmio                   | Jurassic Park | O Mundo Perdido: Jurassic Park | Jurassic Park III |
| ------------------------ | ------------- | ------------------------------ | ----------------- |
| Melhor Ficção Científica | Venceu        |                                | Nomeado           |

### Bilheteria
| Filme                                                                         | Data de lançamento  | Receita          | Receita        | Receita        | Posição no Ranking | Posição no Ranking | Orçamento    | Referências |
| Filme                                                                         | Data de lançamento  | América do Norte | Outros Países  | Mundo Inteiro  | América do Norte   | Mundo Inteiro      | Orçamento    | Referências |
| ----------------------------------------------------------------------------- | ------------------- | ---------------- | -------------- | -------------- | ------------------ | ------------------ | ------------ | ----------- |
| Jurassic Park                                                                 | 11 de Junho de 1993 | $402,453,882     | $626,700,000   | $1,029,153,882 | #19                | #18                | $63,000,000  | [ 7 ]       |
| O Mundo Perdido: Jurassic Park                                                | 23 de Maio de 1997  | $229,086,679     | $389,552,320   | $618,638,999   | #114               | #94                | $73,000,000  | [ 25 ]      |
| Jurassic Park III                                                             | 18 de Julho de 2001 | $181,171,875     | $187,608,934   | $368,780,809   | #195               | #241               | $93,000,000  | [ 26 ]      |
| Jurassic World                                                                | 12 de Junho de 2015 | $633,726,780     | $928,000,000   | $1,671,726,780 | #3                 | #3                 | $150,000,000 | [ 27 ]      |
| Total                                                                         | Total               | $1,446,439,216   | $2,131,861,254 | $3,578,300,470 |                    |                    | $379,000,000 |             |
| Indicador(es) da lista - Os valores foram atualizados em 8 de agosto de 2015. |                     |                  |                |                |                    |                    |              |             |

### Críticas
| Filme                          | Rotten Tomatoes                 | Metacritic           |     |
| ------------------------------ | ------------------------------- | -------------------- | --- |
| Jurassic Park                  | 93% de aprovação (116 opiniões) | 68/100 (20 opiniões) |     |
| O Mundo Perdido: Jurassic Park | 52% de aprovação (67 opiniões)  | 59/100 (18 opiniões) |     |
| Jurassic Park III              | 50% de aprovação (163 opiniões) | 42/100 (30 opiniões) |     |
| Jurassic World                 | 71% de aprovação (257 opiniões) | 59/100 (49 opiniões) |     |
| Média de classificação         | 66%                             | 57%                  | 68% |